# 黑森邦旗
黑森邦旗是一面雙色旗，上部是紅色條紋，下部是白色條紋，長寬比是3:5。黑森邦旗的設計和圖林根州旗的設計正好相反。
该旗与印尼国旗和摩纳哥国旗雷同，仅长宽比例不同；與波蘭國旗的上白下紅相反，且长宽比例及紅色色度不同。